# Доверие
 Тази статия е за психологическото отношение.  За филма от 1980 година вижте Доверие (филм).  
Доверието е знанието или убеждението, че действията, бъдещият статут или собствеността на даден обект ще бъдат съобразени с желанието ни.
В случай на човешки взаимоотношения доверието се отнася най-често за честност и искреност от друга страна към нас.